# Lurë
Lurë är en kommundel och tidigare kommun i Albanien.   Den ligger i Dibër prefektur i den norra delen av landet, 60 km nordost om huvudstaden Tirana.
Omgivningarna runt Lurë är en mosaik av jordbruksmark och naturlig växtlighet.  Runt Lurë är det ganska tätbefolkat, med 75 invånare per kvadratkilometer.